# Ictidops deruptus
Ictidops deruptus är en spindelart som beskrevs av Karsch 1880. Ictidops deruptus ingår i släktet Ictidops och familjen hoppspindlar. Inga underarter finns listade i Catalogue of Life.